# Sharur Wardanjan
Sharur Wardanjan (* 4. April 1988) ist ein schwedischer Ringer. Er belegte bei der Europameisterschaft 2009 in Vilnius den 3. Platz im griechisch-römischen Stil im Leichtgewicht (bis 66 kg Körpergewicht).

## Werdegang
Sharur Wardanjan, Sohn armenischer Eltern, begann in Schweden mit dem Ringen. Er gehört dem Sportklub Spaervaegens BK Stockholm an. Er ringt nur im griechisch-römischen Stil und wird von Jimmy Samuelsson trainiert. In der Saison 2008/2009 war er in der deutschen Bundesliga für den SV Wacker Burghausen am Start.
In Schweden erreichte er schon als Jugendlicher bei nationalen Veranstaltungen erste Erfolge und konnte sich auch bei internationalen Juniorenmeisterschaften im Vorderfeld platzieren. So kam er bei der Junioren-Europameisterschaft 2005 in Tirana im Federgewicht auf den 5. Platz. Bei den schwedischen Junioren-Meisterschaften 2007 erreichte er im Leichtgewicht den 2. Platz und kam im gleichen Jahr bei den schwedischen Senioren-Meisterschaften hinter Robert Rosengren und Vahan Juharjan auf den 3. Platz.
2008 wurde er schwedischer Juniorenmeister im Weltergewicht und belegte bei der Junioren-Weltmeisterschaft dieses Jahres in Istanbul im Weltergewicht mit zwei Siegen den 11. Platz. Bei der Nordischen Meisterschaft 2008 kam er im Weltergewicht hinter Joakim Aardalen aus Norwegen und Valtteri Moisio aus Finnland auf den 3. Platz.
Einen großen Schritt nach vorne machte er im Jahre 2009. Bei der schwedischen Meisterschaft dieses Jahres musste er sich im Leichtgewicht zwar hinter Vahan Juharjan mit dem 2. Platz begnügen, er kam aber trotzdem bei der Europameisterschaft der Senioren in Vilnius zum Einsatz und gewann dort mit einem Sieg über Chosrow Melikjan aus Armenien, einer Niederlage gegen Michail Semenow aus Belarus und Siegen über Frederik Ekström aus Dänemark und Damian Zuba aus Polen die Bronzemedaille.

## Internationale Erfolge
| Jahr | Platz | Wettbewerb                                             | Gewichtsklasse | |
| 2004 | 1.    | Mälar-Cup (Junioren)                                   | Feder          | vor Josef Sundberg, Schweden u. Toni Turu, Finnland                                                                                                 |
| 2005 | 5.    | Junioren-EM (Cadets) in Tirana                         | Feder          | hinter Wladimir Lohoyda, Ukraine, Rafik Gusseinow, Aserbaidschan, Giga Chapidse, Georgien u. Vasif Arzimanoglu, Türkei                              |
| 2006 | 11.   | „Kristjan-Palulalu“-Memorial in Tallinn                | Leicht         | Sieger: Rustem Amajew, Russland vor Rafael Toijanen, Finnland u. Wladimir Pogudin, Russland                                                         |
| 2006 | 5.    | Intern. Deutschland-Cup (Junioren) in Frankfurt (Oder) | Leicht         | hinter Refik Ayvazoglu, Türkei, Tamás Lőrincz, Ungarn, Robert Rosenberg, Schweden u. Ewgeni Siliwontschik, Belarus                                  |
| 2006 | 10.   | Cup Haparanda                                          | Leicht         | Sieger: Alexander Chwoschch, Ukraine vor Tiziano Corriga, Italien u. Serjan Simonjan, Russland                                                      |
| 2007 | 10.   | Junioren-EM in Belgrad                                 | Welter         | Sieger: Emrah Kus, Türkei vor Magomed Aschchabow, Russland u. Damian Hartmann, Deutschland                                                          |
| 2007 | 17.   | Junioren-WM in Peking                                  | Welter         | nach einer Niederlage gegen Xin Xiaowei, China (1:2 Runden, 4:5 techn. Punkte)                                                                      |
| 2007 | 5.    | Intern. Deutschland-Cup (Junioren) in Frankfurt (Oder) | Welter         | hinter Damian Janikowski, Polen u. Ewgeni Siliwontschik, Dimitri Arabadschi, Ukraine u. Alexanders Visnakovs, Lettland                              |
| 2008 | 5.    | Vantaa-Cup                                             | Leicht         | hinter Ruslan Belcharojew, Russland, Alexander Chwoschch, Jani Hermansson, Finnland u. Zaur Umadow, Russland                                        |
| 2008 | 11.   | Junioren-WM in Istanbul                                | Welter         | mit Siegen über Martin Szabo, Ungarn u. Nassan Hayder Kareem, Irak u. Niederlagen gegen Sayed Abdevahi, Iran u. Rafik Gusseinow                     |
| 2008 | 3.    | Nordische Meisterschaft                                | Welter         | hinter Joakim Aardalen, Norwegen u. Valtteri Moisio, Finnland, vor Magnus Umda, Estland                                                             |
| 2009 | 3.    | EM in Vilnius                                          | Leicht         | mit Sieg über Chosrow Melikjan, Armenien, Niederlage gegen Michail Semenow, Belarus u. Siegen über Frederik Ekström, Dänemark u. Damian Zuba, Polen |
| 2009 | 16.   | WM in Herning/Dänemark                                 | Leicht         | nach Niederlagen gegen Sunil Kumar, Indien u. Ambako Watschadse, Russland                                                                           |